# Coupe d'Afrique des nations masculine de hockey en salle 2024
Navigation
Durban 2021 2026
La Coupe d'Afrique des nations masculine de hockey en salle 2024 se déroule à Swakopmund en Namibie parallèlement au tournoi féminin du 23 au 26 mai 2024.

## Équipes qualifiées
Les 4 équipes ont directement été choisies par la Fédération africaine de hockey pour concourir à la Coupe d'Afrique des nations 2024:
- Botswana
- Namibie
- Afrique du Sud
- Zimbabwe

## Compétition

### Format de la compétition
Quatre équipes concourent pour deux places à la Coupe du monde 2025 qui se tiendra à Poreč en Croatie en février 2025,.
Au premier tour, quatre équipes s'affrontent trois fois chacun dans un seul groupe, l'équipe gagnante marque trois points, un point en cas de partage, et l'équipe perdante n'en marque aucun.
En cas d'égalité de points de plusieurs équipes à l'issue des matchs de poule, les critères suivants sont appliqués dans l'ordre indiqué pour établir leur classement:
1. Points,
2. Matchs gagnés,
3. Différence de buts,
4. Buts pour,
5. Plus grand nombre de points obtenus dans les matchs de poule disputés entre les équipes concernées,
6. Buts en plein jeu pour.

À l'issue de cette phase, les deux derniers s'affrontent en match pour la 3e place tandis que les deux premiers s'affrontent en finale et se qualifient pour la Coupe du monde 2025.

### Poule
Légende :
- Finale
- Match pour la 3e place

| Rang | Équipe           | Pts | J | G | N | P | Bp | Bc | Diff |
| ---- | ---------------- | --- | - | - | - | - | -- | -- | ---- |
| 1    | Afrique du Sud T | 9   | 3 | 3 | 0 | 0 | 22 | 4  | +18  |
| 2    | Namibie H        | 6   | 3 | 2 | 0 | 1 | 21 | 6  | +15  |
| 3    | Zimbabwe         | 3   | 3 | 1 | 0 | 2 | 6  | 24 | -18  |
| 4    | Botswana         | 0   | 3 | 0 | 0 | 3 | 0  | 15 | -15  |

| 23 mai 2024 | Afrique du Sud | 5 - 0 (Forfait) | Botswana       |
| 23 mai 2024 | Namibie        | 12 - 1          | Zimbabwe       |
| 24 mai 2024 | Botswana       | 0 - 5 (Forfait) | Zimbabwe       |
| 24 mai 2024 | Namibie        | 4 - 5           | Afrique du Sud |
| 25 mai 2024 | Afrique du Sud | 12 - 0          | Zimbabwe       |
| 25 mai 2024 | Botswana       | 0 - 5 (Forfait) | Namibie        |

### Phase finale

#### Match pour la3eplace
| Match 7           | Botswana | 0 - 5 (Forfait) | Zimbabwe |  |
| 26 mai 2024 14h00 |          |                 |          |  |
|                   | Rapport  |                 |          |  |

#### Finale
| Match 8           | Namibie                                                                | 3 - 3             | Afrique du Sud                                                     |                                            |                                            |
| 26 mai 2024 17h00 | F. Hansen 28e, 30e · Van der Merwe 37e                                 | (0 - 0)           | 23e, 36e M. Cassiem · 24e Langford                                 | Arbitrage : Siyabonga Martins Mark Becholz | Arbitrage : Siyabonga Martins Mark Becholz |
| 26 mai 2024 17h00 | Rapport                                                                |                   |                                                                    | Arbitrage : Siyabonga Martins Mark Becholz | Arbitrage : Siyabonga Martins Mark Becholz |
| 26 mai 2024 17h00 | Van der Merwe · J-P. Britz · Cleak · ---- · J-P. Britz · Van der Merwe | Tirs au but 4 - 3 | D. Cassiem · M. Cassiem · Eustice · ---- · M. Cassiem · D. Cassiem | Arbitrage : Siyabonga Martins Mark Becholz | Arbitrage : Siyabonga Martins Mark Becholz |

## Statistiques et récompenses

### Buteurs

#### 10 buts
- Mustapha Cassiem

#### 6 buts
- Fagan Hansen

#### 4 buts
- Cody van der Merwe

#### 3 buts
- Dal Langford

#### 2 buts
- John-Paul Britz
- Jethro Eustice
- Dakota Hansen
- Liam Hermanus
- Keegan Hezlett

#### 1 but
- Indrees Abdulla
- David Britz
- Dayaan Cassiem
- Brynn Cleak
- Owen Hatton
- Hans Neethling
- Forbes Thindwa

### Classement final
| Rang                        | Équipe           | J | V | N | P | BP | BC | +/- | Pts |
| --------------------------- | ---------------- | - | - | - | - | -- | -- | --- | --- |
| Médaille d'or, Afrique      | Namibie H        | 4 | 2 | 1 | 1 | 24 | 9  | +15 | 7   |
| Médaille d'argent, Afrique  | Afrique du Sud T | 4 | 3 | 1 | 0 | 25 | 7  | +18 | 10  |
| Médaille de bronze, Afrique | Zimbabwe         | 4 | 2 | 0 | 2 | 11 | 24 | -13 | 6   |
| 4                           | Botswana         | 4 | 0 | 0 | 4 | 0  | 20 | -20 | 0   |

|  | Nation qualifiée pour la Coupe du monde 2025 en tant que champion continental |
|  | Nation qualifiée pour la Coupe du monde 2025 en tant que quota supplémentaire |